# Stanton St. Gabriel
Stanton St. Gabriel är en civil parish i Storbritannien.   Den ligger i kommunen Dorset och riksdelen England, i den södra delen av landet, 210 km väster om huvudstaden London. Antalet invånare är 110.